# Erucaria crassifolia
Erucaria crassifolia är en korsblommig växtart som först beskrevs av Peter Forsskål, och fick sitt nu gällande namn av Alire Raffeneau Delile. Erucaria crassifolia ingår i släktet Erucaria och familjen korsblommiga växter. Inga underarter finns listade i Catalogue of Life.